# Driver 8
«Driver 8» és el sisè senzill de la banda estatunidenca de rock alternatiu R.E.M., el segon senzill del tercer àlbum d'estudi de la banda, Fables of the Reconstruction. Es va publicar el setembre de 1985 dins el segell I.R.S. Records.
La cançó es refereix a la línia de tren Southern Crescent, operat per l'empresa Southern Railroad fins a l'any 1979 i que encara continua activa com a Amtrak Crescent.
No va entrar en la llista estatunidenca de senzills però si en la llista Mainstream Rock Tracks, arribant al 22è lloc.

## Llista de cançons
Totes les cançons foren escrites i compostes per Bill Berry, Peter Buck, Mike Mills, i Michael Stipe. 
| 1.            | «Driver 8»    |               | 3:24 |
| 2.            | «Crazy»       | Pylon         | 3:05 |
| Durada total: | Durada total: | Durada total: | 6:29 |